# ヴァージニア・ジェファーソン・ランドルフ
ヴァージニア・ジェファーソン・ランドルフ（Virginia Jefferson Randolph, 1801年8月22日 - 1882年4月26日）は、第3代アメリカ合衆国大統領トーマス・ジェファーソンの孫娘。

## 生涯
1801年8月22日、ヴァージニア・ジェファーソン・ランドルフはヴァージニア州シャーロッツビル近郊にある祖父トーマス・ジェファーソンの邸宅モンティチェロで生まれた。父は地元の政治家トマス・マン・ランドルフ、母はジェファーソンの長女マーサ・ワシントン・ジェファーソンであった。
ヴァージニアは幼少期の大部分をモンティチェロで過ごし、祖父ジェファーソンがリンチバーグにある別邸ポプラ・フォレストに外出するときにはしばしば祖父に同伴した。ヴァージニアは祖父ジェファーソンと音楽で交流を図り、祖父ジェファーソンからピアノを贈られた。
ヴァージニアは祖父ジェファーソンの下で法律を学んでいたニコラス・トリストと知り合い、恋に落ちた。1824年9月11日、ヴァージニアはニコラスと結婚し、夫婦で祖父ジェファーソンの秘書を務めた。1826年に祖父ジェファーソンが死去すると、ヴァージニアはジェファーソンの遺産管理人を任された。
1828年、夫のニコラスは国務省の事務官として採用された。ニコラスは仕事のためワシントンD.C.へ移ったが、ヴァージニアは兄弟とともにエッジヒルの農園に残った。1829年、バージニアは母親および子供とともにワシントンD.C.へ移り、夫のニコラスと一緒に暮らした。
ヴァージニアは1874年に夫のニコラスと死別した。ヴァージニアはヴァージニア州アレクサンドリアで長女と一緒に暮らした。そして1882年4月26日、ヴァージニアはアレクサンドリアで死去した。
ヴァージニアは夫のニコラスとの間に、3人の子供をもうけた。
- マーサ・ジェファーソン・トリスト （Martha Jefferson Trist, 1826年 - 1915年）
- トマス・ジェファーソン・トリスト （Thomas Jefferson Trist, 1828年 - 1890年）
- ホア・ブラウズ・トリスト （Hore Browse Trist, 1832年 - 1896年）